# Liste der Naturdenkmale in Plaidt
Die Liste der Naturdenkmale in Plaidt nennt die im Gemeindegebiet von Plaidt ausgewiesenen Naturdenkmale (Stand 2. Mai 2024).

## Ehemalige Naturdenkmale
| Nr. | Bezeichnung  | Lage                                             | Beschreibung                                         | Bild                                    |
| --- | ------------ | ------------------------------------------------ | ---------------------------------------------------- | --------------------------------------- |
|     | Pappel       | südlich des Ortes; Flur An der neuen Mühle Lage  | Populus sp.; Rechtsverordnung aufgehoben             | Direkt Bild zu diesem Denkmal hochladen |
|     | Pappel       | südlich des Ortes; Flur Im Teich Lage            | Populus sp.; Rechtsverordnung aufgehoben             | Direkt Bild zu diesem Denkmal hochladen |
|     | Pappel       | südlich des Ortes; Flur Im Hützeborn Lage        | Populus sp.; Rechtsverordnung aufgehoben             | Direkt Bild zu diesem Denkmal hochladen |
|     | Zwei Pappeln | südlich des Ortes; Flur An der Netter Brück Lage | Populus sp., zwei Bäume; Rechtsverordnung aufgehoben | Direkt Bild zu diesem Denkmal hochladen |